# Botond Baráth
Botond Baráth (Budapest, 21 de abril de 1992) es un futbolista húngaro que juega en la demarcación de defensa para el Vasas F. C. de la Nemzeti Bajnokság II.

## Selección nacional
Tras jugar con la selección de fútbol sub-18 de Hungría, la sub-19 y la sub-21, finalmente debutó con la selección absoluta el 15 de octubre de 2018. Lo hizo en un partido amistoso contra Estonia que finalizó con un resultado de empate a tres tras los goles de Siim Luts, Henri Anier y un autogol de Máté Pátkai para Estonia, y de Dominik Nagy y un doblete de Ádám Szalai para Hungría.

## Clubes
| Club                  | País           | Año       | Partidos | Goles |
| --------------------- | -------------- | --------- | -------- | ----- |
| Budapest Honvéd F. C. | Hungría        | 2012-2018 | 201      | 12    |
| Sporting Kansas City  | Estados Unidos | 2019-2020 | 24       | 1     |
| Budapest Honvéd F. C. | Hungría        | 2020-2022 | 34       | 1     |
| Vasas F. C.           | Hungría        | 2022-     | 73       | 3     |

## Palmarés

### Campeonatos nacionales
| Título              | Club               | País    | Año  |
| ------------------- | ------------------ | ------- | ---- |
| Nemzeti Bajnokság I | Budapest Honvéd FC | Hungría | 2017 |